# Гномео и Жулиета
„Гномео и Жулиета“ (на английски: Gnomeo and Juliet) е американско-британски компютърно-анимационен филм от 2011 г.
Филмът е създаден от римейк на „Ромео и Жулиета“. Режисиран е от Кели Ашбъри. Сценаристите са Марк Бъртън и Ерик Сесил. Продуциран е от Елтън Джон. Музиката е от Елтън Джон и Крис Бейкън.

## Актьорски състав
- Джеймс Макавой – Гномео
- Емили Блънт – Жулиета
- Майкъл Кейн – Лорд Редбрик
- Джейсън Стейтъм – Тибалт
- Маги Смит – Лейди Блубъри
- Ашли Дженсън – Нанет
- Стивън Мършант – Парис
- Мат Лукас – Бени
- Джим Къмингс – Федърстоун
- Джули Уолтърс – Госпожа Монтеки
- Ричард Уилсън – Господин Капулети
- Патрик Стюарт – Уилям Шекспир
- Ози Озбърн – Еленчето
- Хълк Хоган – Гласът на Тераформинатора
- Джулия Браамс – Каменната рибка

## В България
В България филмът е разпространен по кината на 25 февруари 2011 г. от Форум Филм България.
През 2011 г. е издаден на DVD от A+Films.
На 18 март 2012 г. първоначално е излъчен по HBO.
През 2015 се излъчва по БНТ 1.

## Дублажи

### Синхронен дублаж
| Роля                      | Изпълнител                                                                          |
| ------------------------- | ----------------------------------------------------------------------------------- |
| Гномео                    | Иван Петков                                                                         |
| Жулиета                   | Лина Шишкова                                                                        |
| Лорд Редбрик              | Стоян Алексиев                                                                      |
| Тибалт                    | Петър Върбанов                                                                      |
| Лейди Блубъри             | Ива Апостолова                                                                      |
| Нанет                     | Милица Гладнишка                                                                    |
| Бени                      | Явор Караиванов                                                                     |
| Федърстоун                | Ненчо Балабанов                                                                     |
| Госпожа Монтеки           | Лидия Вълкова                                                                       |
| Господин Капулет          | Любомир Младенов                                                                    |
| Уилям Шекспир             | Марин Янев                                                                          |
| Еленчето                  | Светломир Радев                                                                     |
| Гласът на Тераформинатора | Георги Иванов                                                                       |
| Малките гномове           | Живко Джуранов                                                                      |
| Други гласове             | Петя Абаджиева Татяна Етимова Иван Велчев Петър Бонев Кирил Бояджиев Николай Пърлев |

### Войсоувър дублаж
| Преводач           | Деяна Иванова                                                            |
| Тонрежисьор        | Ирена Христова                                                           |
| Озвучаващи артисти | Адриана Андреева Лидия Вълкова Димитър Кръстев Стоян Цветков Иван Петков |